# Folkes Brothers
The Folkes Brothers est un groupe de mento jamaïcain, composé de John, Mico et Junior Folkes.
Leur disque de 1960 (Oh) Carolina / I Met A Man est le premier morceau produit par Prince Buster et est un précurseur du ska. Ils sont accompagnés par les percussions du Count Ossie Afro-Combo. Ce titre est devenu un classique.
Le succès international de la reprise de Shaggy en 1993 a donné lieu à une dispute juridique pour les droits d'auteur entre Prince Buster et John Folkes l'année suivante. Le tribunal a donné raison à John Folkes.